# Ciudad metropolitana de Regio de Calabria
La ciudad metropolitana de Regio de Calabria (en italiano, città metropolitana di Reggio Calabria) es un ente local italiano de la región Calabria, en el sur del país. Su capital es la ciudad de Regio de Calabria. Desde el 7 de agosto de 2016 ha reemplazado a la provincia de Regio de Calabria.
Tiene un área de 3183 km², y una población total de 555.836 hab. (2016). Es una de las áreas metropolitanas más pobladas de Italia.

## Municipios metropolitanos
Hay 97 municipios en la Ciudad metropolitana:
| - Africo - Agnana Calabra - Anoia - Antonimina - Ardore - Bagaladi - Bagnara Calabra - Benestare - Bianco - Bivongi - Bova - Bova Marina - Bovalino - Brancaleone - Bruzzano Zeffirio - Calanna - Camini - Campo Calabro - Candidoni - Canolo - Caraffa del Bianco - Cardeto - Careri - Casignana - Caulonia | - Ciminà - Cinquefrondi - Cittanova - Condofuri - Cosoleto - Delianuova - Feroleto della Chiesa - Ferruzzano - Fiumara - Galatro - Gerace - Giffone - Gioia Tauro - Gioiosa Ionica - Grotteria - Laganadi - Laureana di Borrello - Locri - Mammola - Marina di Gioiosa Ionica - Maropati - Martone - Melicucco - Melicuccà - Melito di Porto Salvo | - Molochio - Monasterace - Montebello Ionico - Motta San Giovanni - Oppido Mamertina - Palizzi - Palmi - Pazzano - Placanica - Platì - Polistena - Portigliola - Regio de Calabria - Riace - Rizziconi - Roccaforte del Greco - Roccella Ionica - Roghudi - Rosarno - Samo - San Ferdinando - San Giorgio Morgeto - San Giovanni di Gerace - San Lorenzo - San Luca | - San Pietro di Caridà - San Procopio - San Roberto - Sant'Agata del Bianco - Sant'Alessio in Aspromonte - Sant'Eufemia d'Aspromonte - Sant'Ilario dello Ionio - Santa Cristina d'Aspromonte - Santo Stefano in Aspromonte - Scido - Scilla - Seminara - Serrata - Siderno - Sinopoli - Staiti - Stignano - Stilo - Taurianova - Terranova Sappo Minulio - Varapodio - Villa San Giovanni |

## Galería

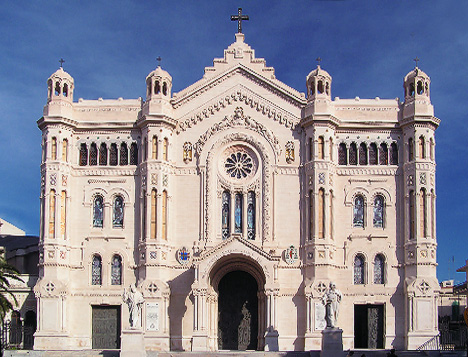
Catedral de Regio de Calabria
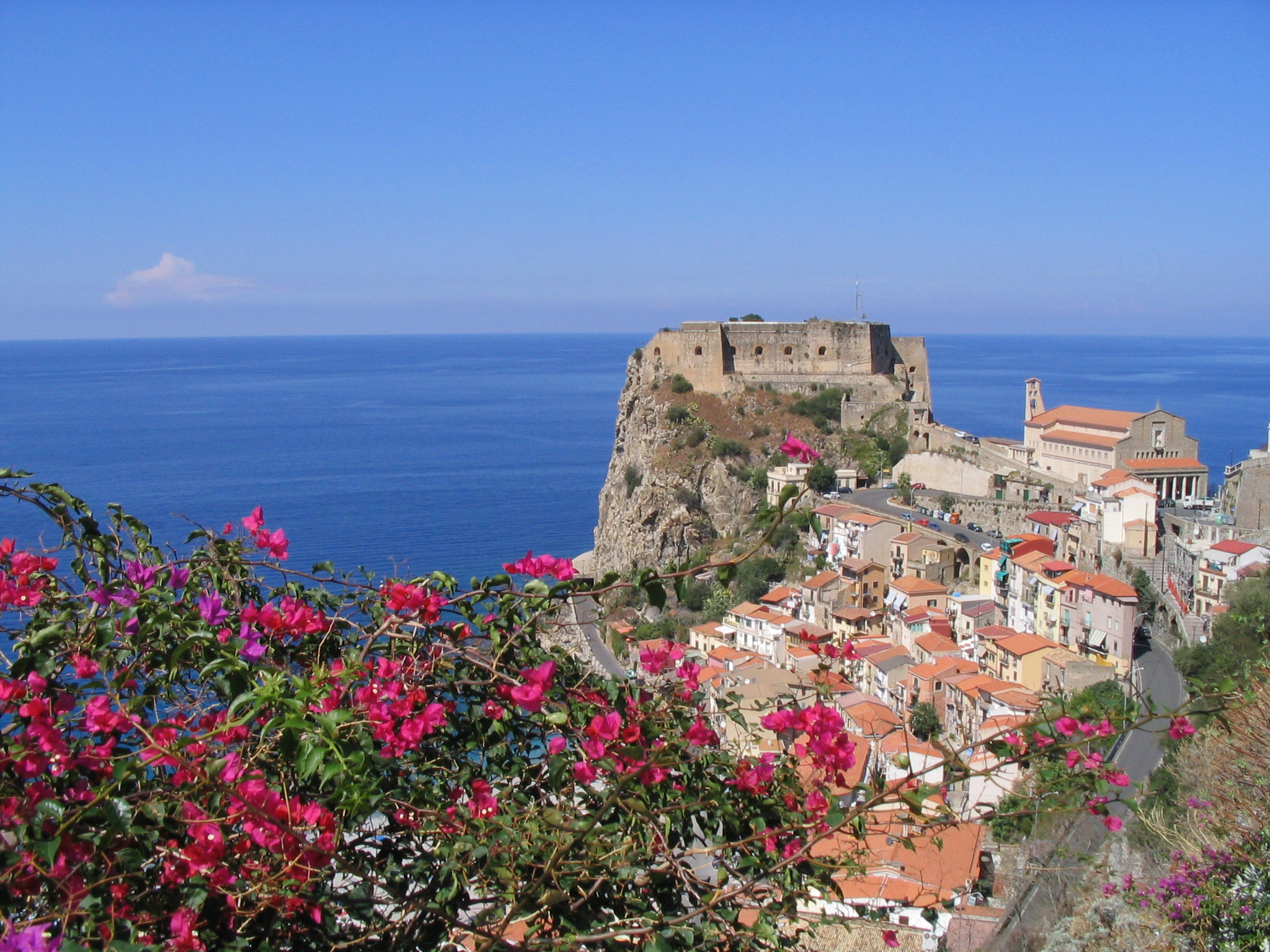
Castillo Ruffo, Scilla
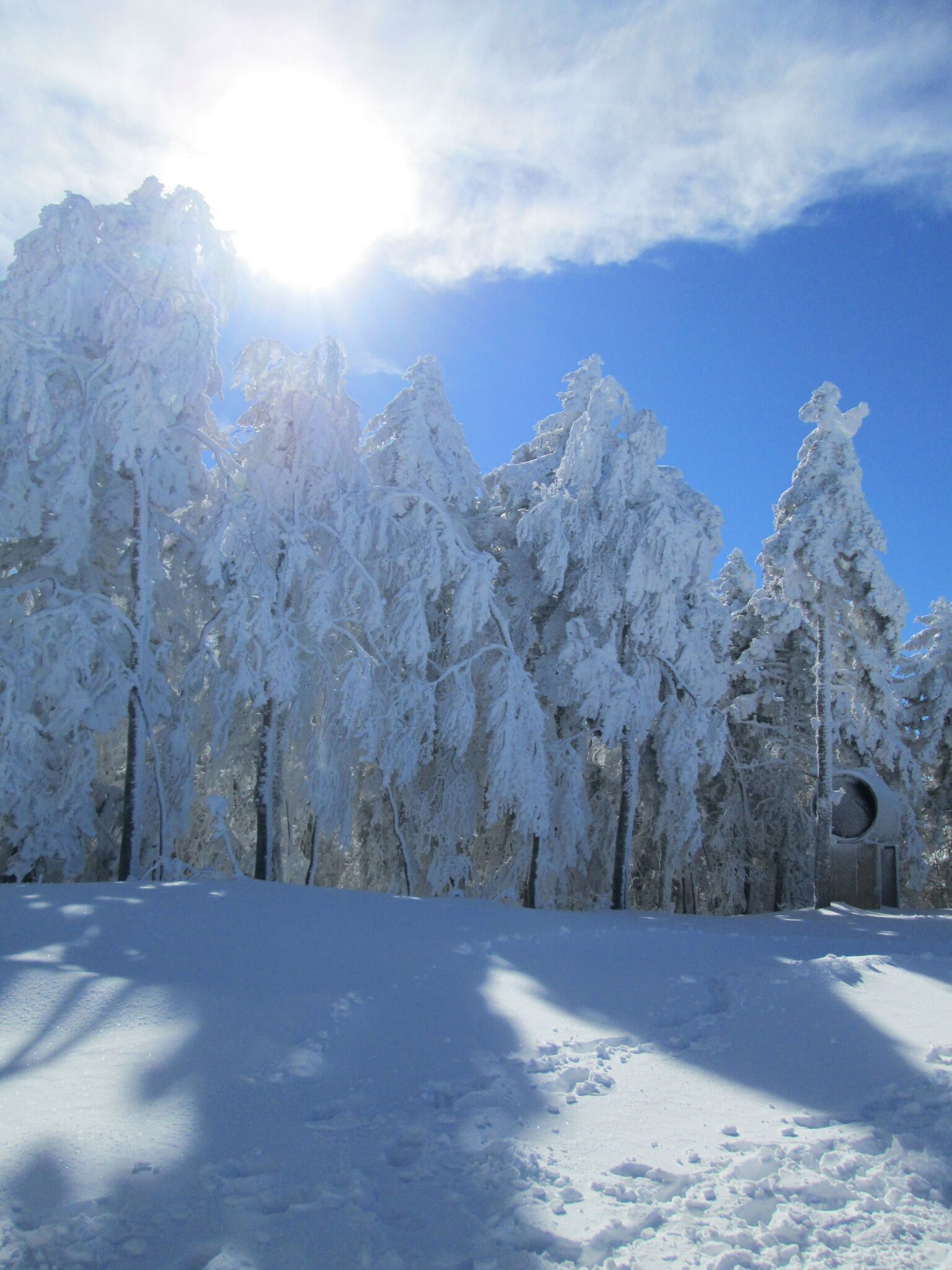
Nieve en Gambarie, Aspromonte
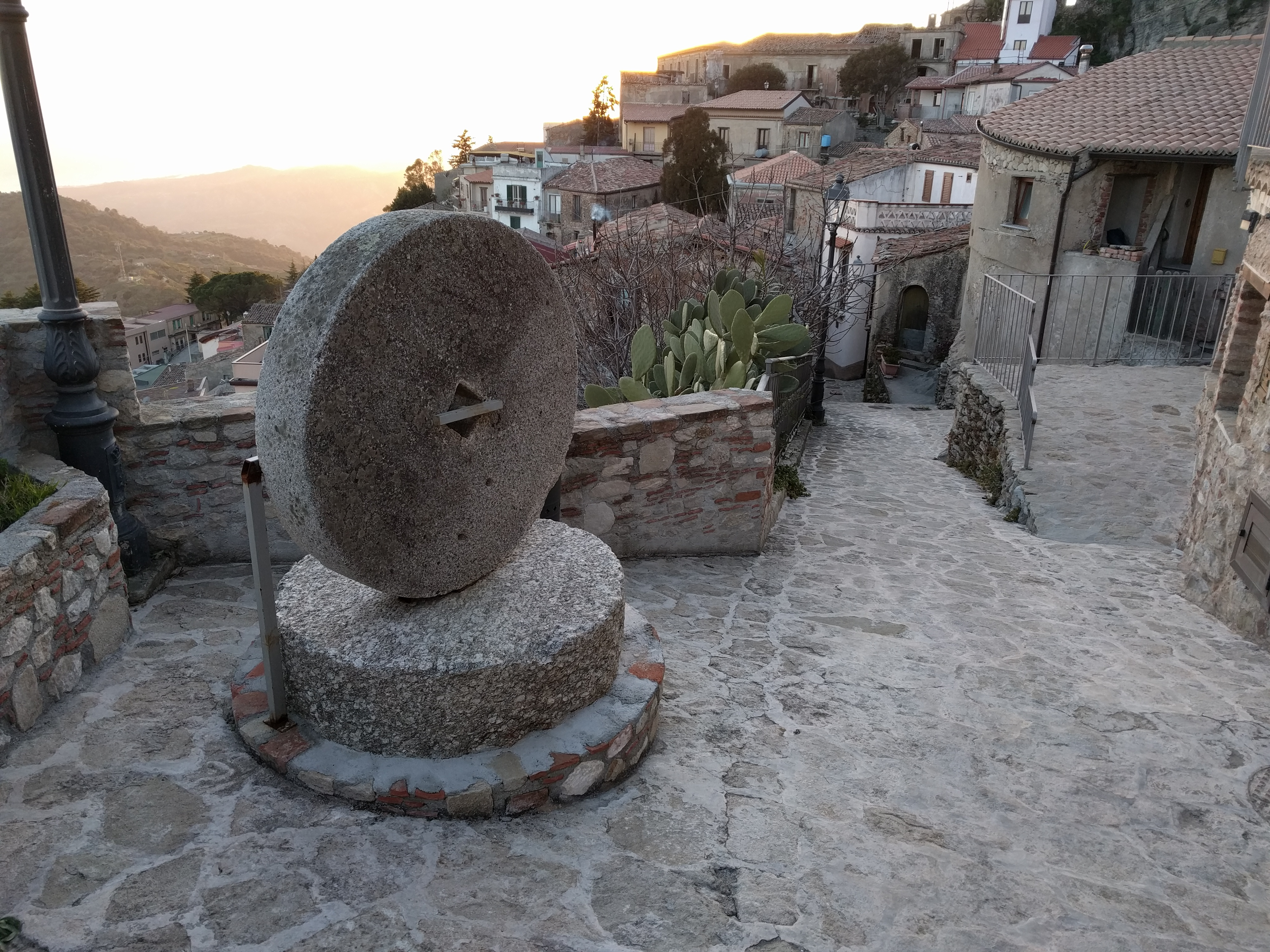
Bova, capital cultural de la Bovesia
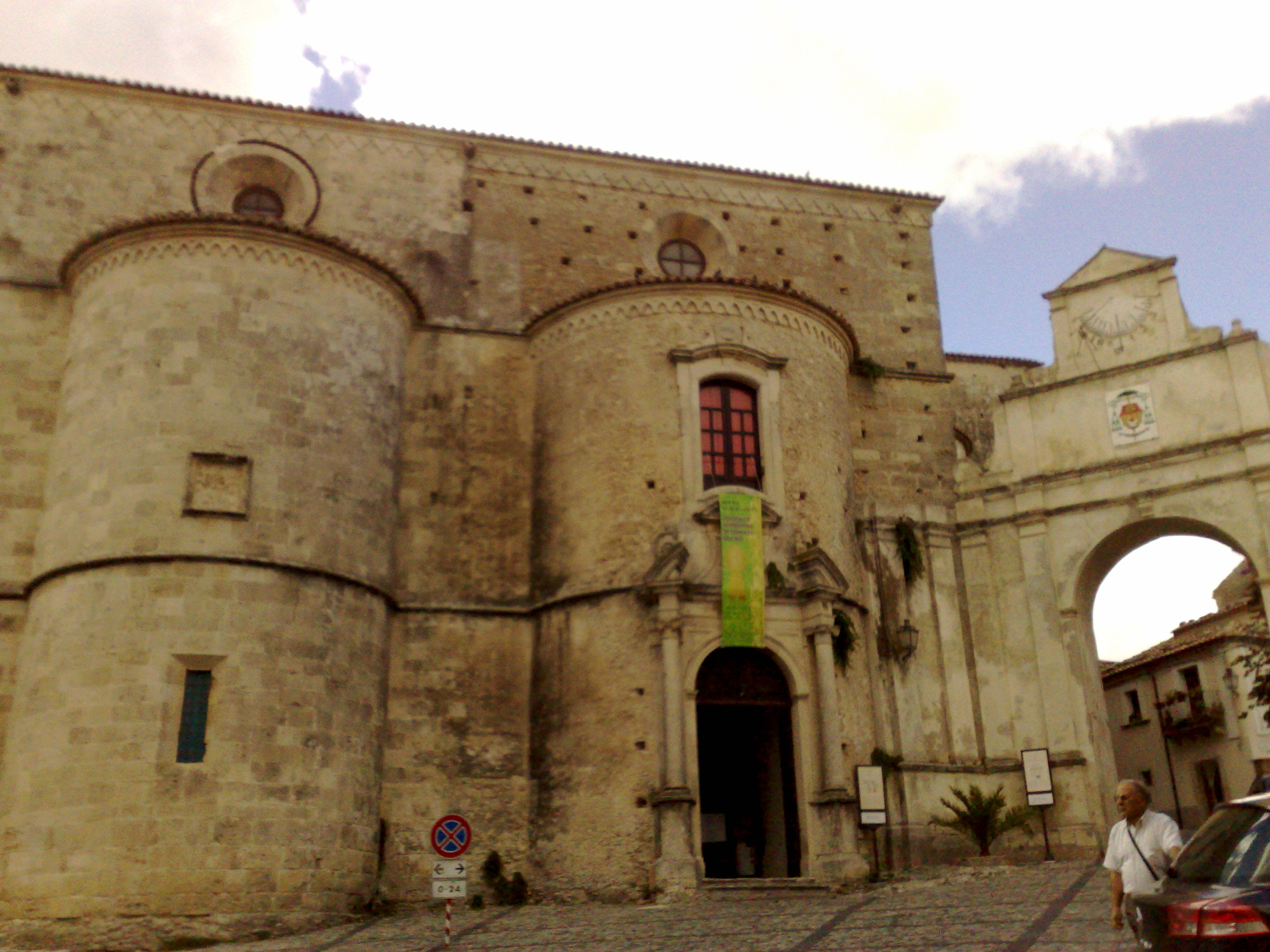
Catedral y "Puerta de los Obispos", Gerace
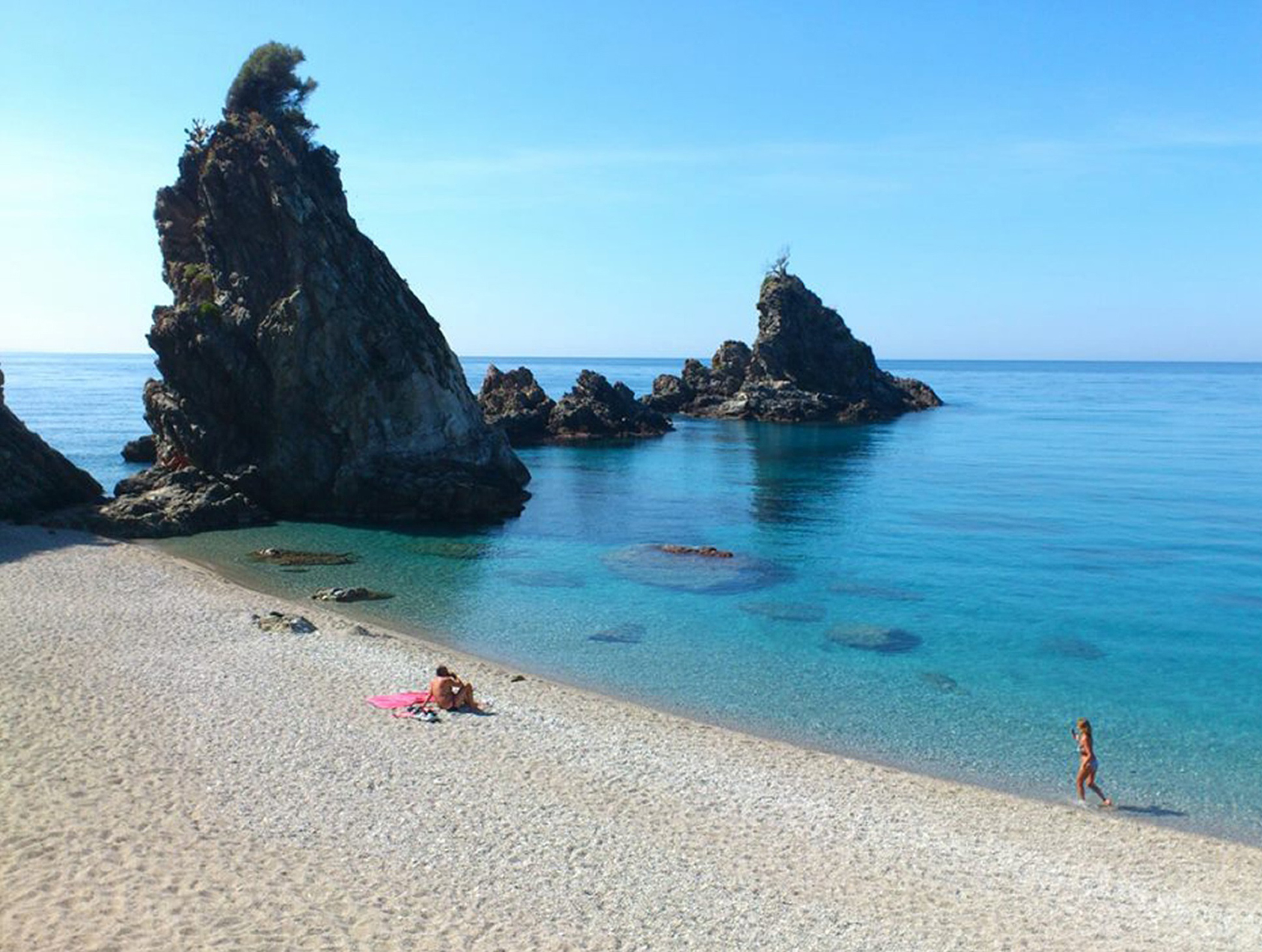
Rocas Agliastro, Palmi
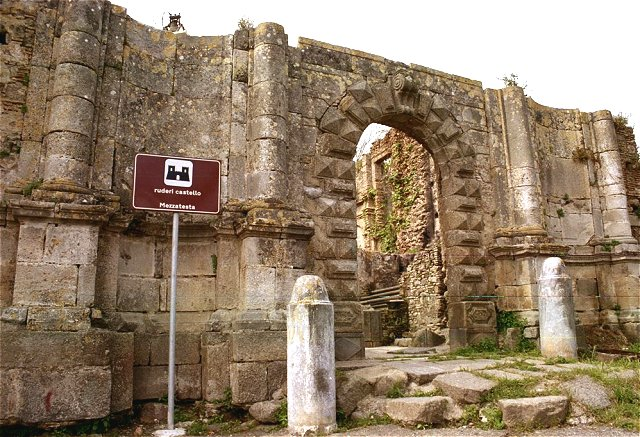
Castillo Mezzatesta, Seminara
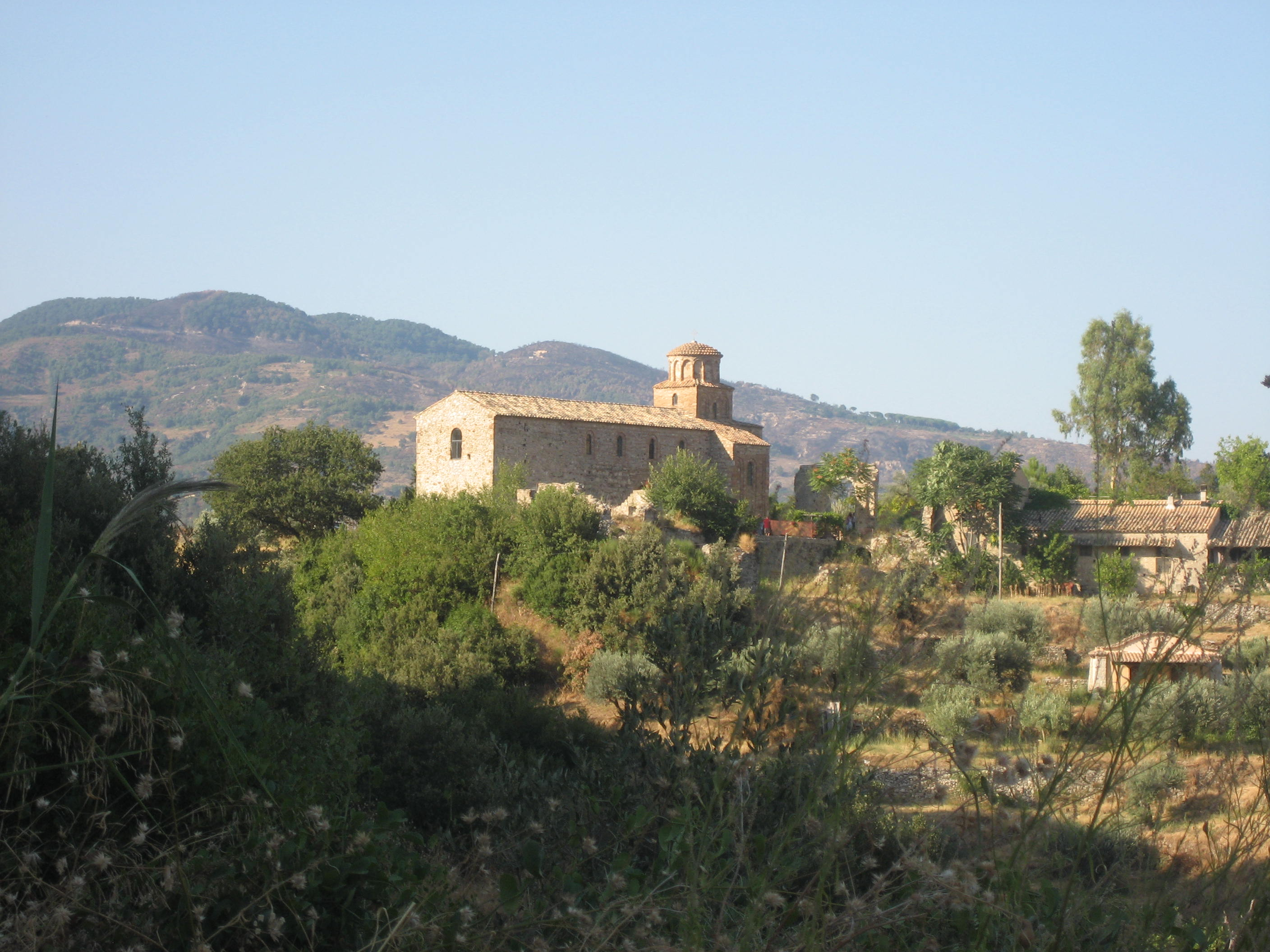
Monasterio ortodoxo de San Giovanni Theristis, Bivongi
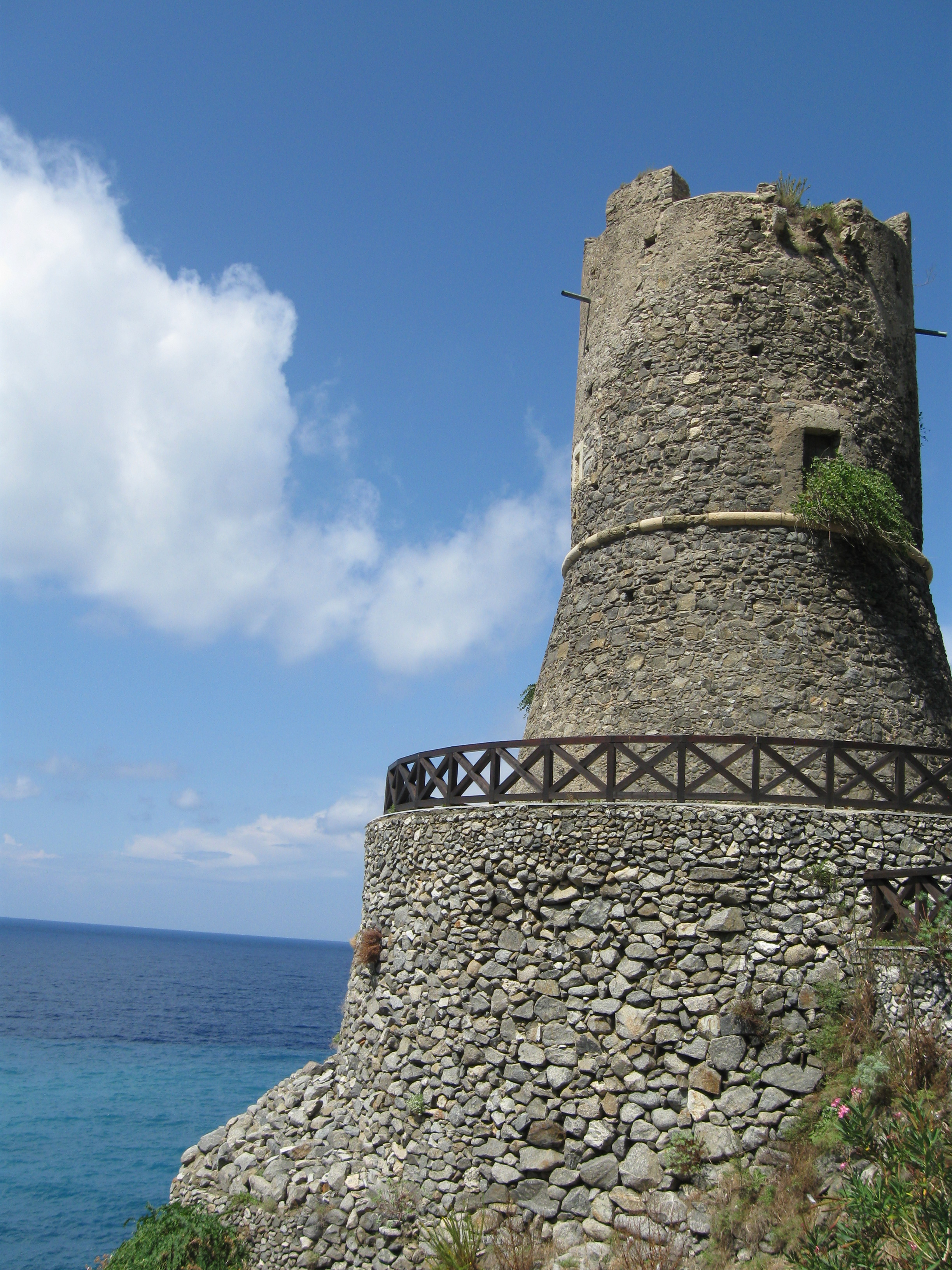
Torre Ruggiero, Bagnara Calabra
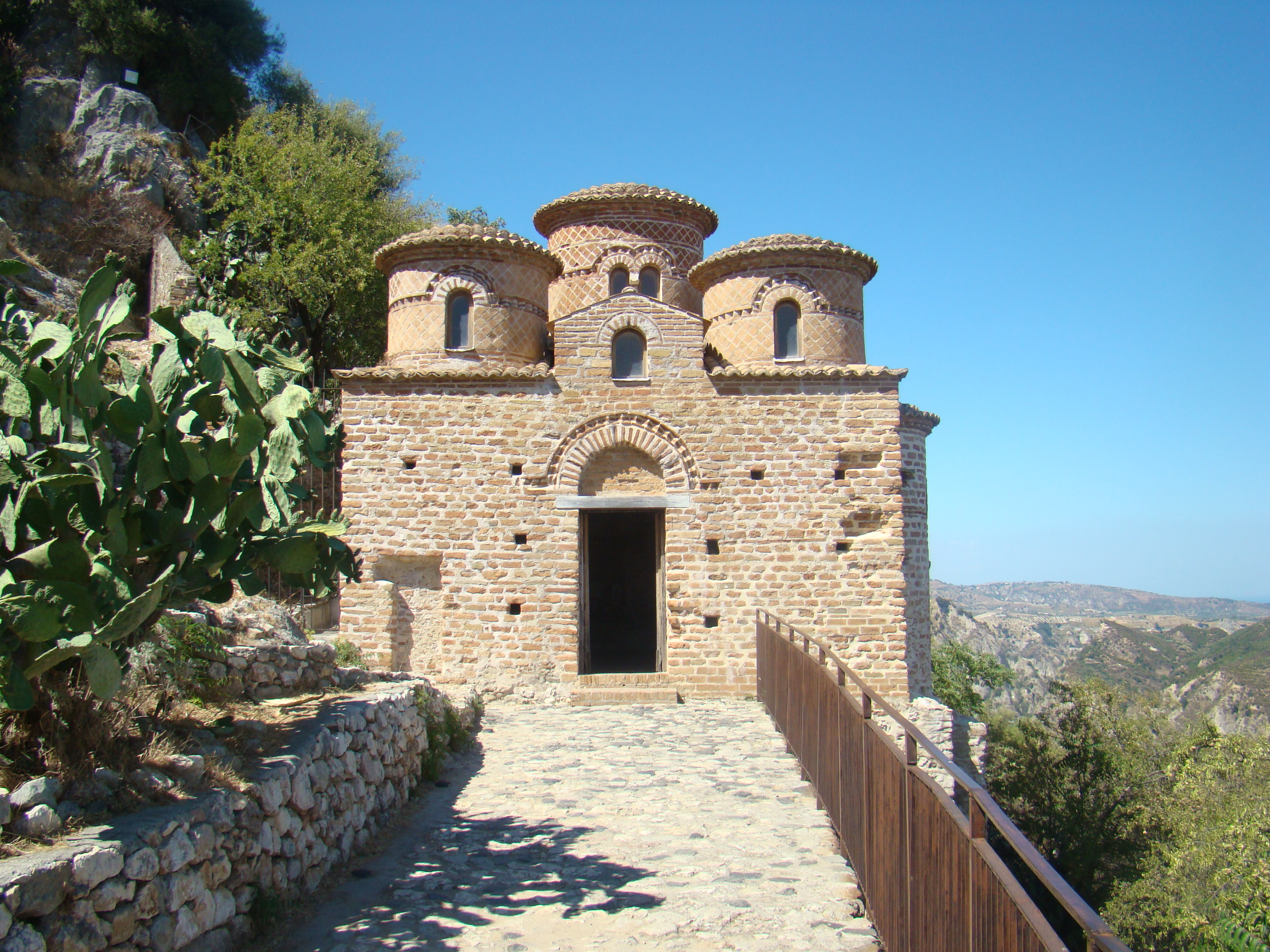
Cattolica de Stilo